# Opuntia jaliscana
Opuntia jaliscana ist eine Pflanzenart in der Gattung der Opuntien (Opuntia) aus der Familie der Kakteengewächse (Cactaceae). Das Artepitheton jaliscana verweist auf das Vorkommen der Art im mexikanischen Bundesstaat Jalisco.

## Beschreibung
Opuntia jaliscana wächst baumförmig mit einem auffälligen Stamm, ist reich verzweigt und erreicht Wuchshöhen von bis zu 4 Metern. Die schmal länglichen, grünen, stark flaumigen und gehöckerten Triebabschnitte sind bis zu 20 Zentimeter lang sowie 8 bis 9 Zentimeter breit. Die zahlreichen kleinen Areolen stehen bis zu 2,5 Zentimeter voneinander entfernt. Aus ihnen entspringen kurze gelbe Glochiden und 1 bis 3 Dornen. Die gelben, leicht abgeflachten Dornen sind 5 bis 15 Millimeter lang, abstehend und in Richtung der Triebspitze schief stehend.
Die Blüten sind rötlichorange und erreichen eine Länge von bis zu 3 Zentimetern und einen Durchmesser von 2 Zentimeter. Über die Früchte ist nichts bekannt.

## Verbreitung und Systematik
Opuntia jaliscana ist in den mexikanischen Bundesstaaten Jalisco, Guanajuato und Michoacán verbreitet.
Die Erstbeschreibung wurde 1972 von Helia Bravo Hollis veröffentlicht.

## Nachweise